# 盛純菜
盛 純菜 (もり じゅんな）は日本のバイヤー、MJworksを経営する実業家。

## 来歴
元々別の会社でバイヤーをしていた。独立の後MJworksの社長兼バイヤーとして日本の東京にVintage Qoo、大阪にPour Mademoiselle、香港にVINTAGE QOO TOKYO by numero 82の3店舗を経営している。Vintage Qooとはその名の通りCHANELを始めとする、ハイブランドのヴィンテージアイテムを幅広く取り扱っているお店で、世界を代表するファッションアイコン、キアラ・フェラーニが来店している事で知られている。